# Manios

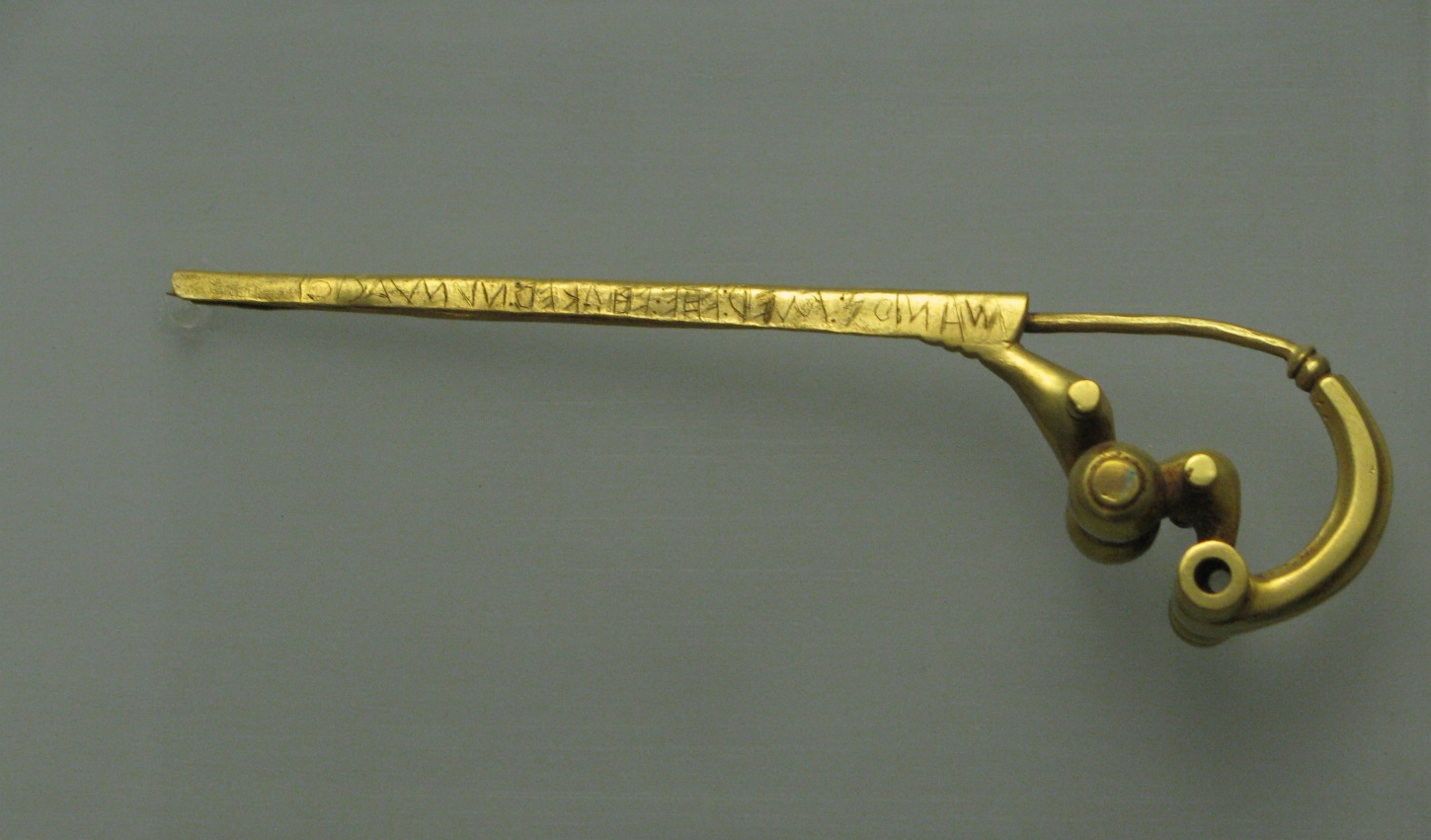
Die Fibula Praenestina

Manios war ein möglicherweise etruskischer Goldschmied im 7. Jahrhundert v. Chr. Einziges ihm derzeit zuzuordnendes Werk ist die Fibula Praenestina, die nach ihrem Schöpfer auch als Manios-Spange bekannt ist.

Inschrift der Fibula Praenestina

Auf der Fibula Praenestina findet sich die erste frühlateinische Inschrift und damit das älteste lateinische erhaltene Sprachzeugnis, das derzeit bekannt ist: MANIOS: MED: FHE:FHAKED: NVMASIOI. Die Inschrift besagt „Manius hat mich für Numerius gemacht“, also dass ein Goldschmied mit dem Namen Manios diese Fibel für einen späteren Besitzer mit dem Namen Numerius fertigte.